# Tournoi de tennis de Jackson
Le tournoi de tennis de Jackson (Mississippi, États-Unis) est un tournoi de tennis masculin du circuit professionnel ATP organisé de 1973 à 1977.

## Palmarès

### Simple
| No | Date       | Nom et lieu du tournoi                                        | Catégorie | Dotation | Surface         | Vainqueur     | Finaliste      | Score         |  |
| -- | ---------- | ------------------------------------------------------------- | --------- | -------- | --------------- | ------------- | -------------- | ------------- |  |
| 1  | 22-03-1973 | Mississippi International Indoor Tennis Championship, Jackson |           | NC $     | Dur (int.)      | Eddie Dibbs   | Frew McMillan  | 5-7, 6-1, 7-5 |  |
| 2  | 24-03-1974 | Mississippi International Indoor Tennis Championship, Jackson |           | NC $     | Moquette (int.) | Sandy Mayer   | Karl Meiler    | 7-6, 7-5      |  |
| 3  | 26-03-1975 | Tennis South Invitational, Jackson                            |           | 35 000 $ | Moquette (int.) | Ken Rosewall  | Butch Buchholz | 7-5, 4-6, 7-6 |  |
| 4  | 17-03-1976 | Tennis South Invitational, Jackson                            |           | 60 000 $ | Moquette (int.) | Ken Rosewall  | Raúl Ramírez   | 6-3, 6-3      |  |
| 5  | 04-04-1977 | Tennis South Invitational, Jackson                            |           | 58 000 $ | Moquette (int.) | Brian Teacher | Bill Scanlon   | 6-3, 6-3      |  |

### Double
| No | Date       | Nom et lieu du tournoi                                        | Catégorie | Dotation | Surface         | Vainqueurs                   | Finalistes                     | Score         |  |
| -- | ---------- | ------------------------------------------------------------- | --------- | -------- | --------------- | ---------------------------- | ------------------------------ | ------------- |  |
| 1  | 22-03-1973 | Mississippi International Indoor Tennis Championship, Jackson |           | NC $     | Dur (int.)      | Zan Guerry Frew McMillan     | Jaime Pinto-Bravo Tito Vázquez | 6-2, 6-4      |  |
| 2  | 24-03-1974 | Mississippi International Indoor Tennis Championship, Jackson |           | NC $     | Moquette (int.) | Fred McNair Grover Reid      | Byron Bertram John Feaver      | 3-6, 6-3, 6-3 |  |
| 3  | 26-03-1975 | Tennis South Invitational, Jackson                            |           | 35 000 $ | Moquette (int.) | Ken Rosewall Fred Stolle     | Billy Martin John Newcombe     | 6-4, 2-6, 6-1 |  |
| 4  | 17-03-1976 | Tennis South Invitational, Jackson                            |           | 60 000 $ | Moquette (int.) | Brian Gottfried Raúl Ramírez | Ross Case Geoff Masters        | 7-5, 4-6, 6-0 |  |
| 4  | 04-04-1977 | Tennis South Invitational, Jackson                            |           | 58 000 $ | Moquette (int.) | Bob Hewitt Frew McMillan     | Phil Dent Ken Rosewall         | 6-2, 7-6      |  |